# 大江山口内宮駅
大江山口内宮駅（おおえやまぐちないくえき）は、京都府福知山市大江町内宮にある、京都丹後鉄道 宮福線の駅である。駅番号はF10。
福知山市鉄道利用増進協議会による駅の愛称は「元伊勢内宮駅」。駅名の由来でもある皇大神社（元伊勢内宮）が駅近くにあることに由来する。

## 歴史
- 1988年（昭和63年）7月16日：宮福鉄道（現・北近畿タンゴ鉄道）宮福線開業と同時に設置[1]。
- 2015年（平成27年）4月1日：WILLER TRAINSへの移管により、京都丹後鉄道宮福線の駅となる。

## 駅構造
宮津方から見て線路は南に伸び、東へカーブしている。島式ホーム1面2線を有し、列車交換が可能。無人駅で駅舎はなく、盛土の下の階段から直接ホームに上がる形になっている。自動券売機等は設置されていない。
配線は1番のりばを上下本線とした一線スルーで、当駅を通過する列車は両方向とも1番のりばを通行するが、ホームが全体的にカーブしているため通過列車でも85 km/hの制限を受ける。停車する列車については、通常は方向別でホームを使い分けるが、通過列車との行き違いが行われる場合は、下り列車であっても副本線である2番のりばを使用する。
多目的トイレ併設のお手洗いは前観光センター前にある。

### のりば
| のりば | 路線    | 方向 | 行先             | 備考          |
| ------ | ------- | ---- | ---------------- | ------------- |
| 1      | ■宮福線 | 下り | 天橋立・宮津方面 | 一部2番のりば |
| 2      | ■宮福線 | 上り | 福知山方面       |               |

## 利用状況
1日の平均乗車人員は以下の通りである。
| 乗車人員推移 | 乗車人員推移 |
| 年度         | 1日平均人数  |
| ------------ | ------------ |
| 1999         | 22           |
| 2000         | 14           |
| 2001         | 14           |
| 2002         | 5            |
| 2003         | 8            |
| 2004         | 3            |
| 2005         | 5            |
| 2006         | 8            |
| 2007         | 8            |
| 2008         | 12           |
| 2009         | 10           |
| 2010         | 6            |
| 2011         | 4            |
| 2012         | 5            |
| 2013         | 4            |
| 2014         | 5            |
| 2015         | 3            |
| 2016         | 9            |
| 2017         | 8            |
| 2018         | 8            |

## 駅周辺
山間の谷に位置し、西側は京都府道が並行する。付近には大江山方面への入り口がある。
- 皇大神社
- 元伊勢天岩戸神社[3]
- 京都府道9号綾部大江宮津線
- 福知山市営バス「内宮駅前」停留所 - 大江山の家線

## 隣の駅
京都丹後鉄道
■宮福線
快速「大江山」「丹後あおまつ」停車駅
二俣駅 (F9) - 大江山口内宮駅 (F10) - 辛皮駅 (F11)